# Roger Bernard Charles d'Espagnac de Ramefort
 (juillet 2020).
Si vous disposez d'ouvrages ou d'articles de référence ou si vous connaissez des sites web de qualité traitant du thème abordé ici, merci de compléter l'article en donnant les références utiles à sa vérifiabilité et en les liant à la section « Notes et références ».
Roger-Bernard-Charles d'Espagnac de Ramefort, dit Charles d'Espagnac ou Carlos d'Espagne, né le 15 août 1775 à Foix, en Ariège, et mort le 2 février 1839 à Organyà, en Catalogne, est un général espagnol d'origine française. Il fut titré comte d'Espagne (es) en 1819 par le roi Ferdinand VII d'Espagne.

## Biographie
Roger-Bernard-Charles d'Espagnac de Ramefort est le fils d'Henri d'Espagnac de Ramefort, marquis d'Espagnac, colonel et sénéchal du Couserans-Comminges-Nébouzan, descendant des comtes de Foix par une branche cadette.
Admis à la cour, le marquis essaie de placer ses enfants mais ce n'est peut être pas son fils qui pose en 1786 pour Élisabeth Vigée Le Brun dans son portrait du comte d'Espagne (Wallace Collection).
La famille émigre en 1791 pour s'installer à Palma de Majorque en 1793. En 1804, Charles d'Espagnac épouse une jeune fille de la noblesse locale.
Engagé dans l'armée espagnole en 1792, il défend dès lors sa patrie d'adoption contre sa patrie d'origine en se mettant au service de Ferdinand VII à qui il restera fidèle tout au long de son règne.
Il fera d'abord des guérilleros espagnols de vrais soldats, puis aidera les Anglais contre les troupes napoléoniennes. En 1811, il devient Maréchal de camp. Il est blessé sous William Carr Beresford à la bataille d'Albuhera, entre dans Ciudad Rodrigo (janvier 1812) et sera de nouveau blessé au siège de Badajoz sous Arthur Wellesley de Wellington (mars 1812). Toujours avec lui, il bouscule Marmont à la Bataille des Arapiles (juillet 1812), s'empare de Salamanque, chasse le général Hugo de Madrid et reçoit le commandement de cette ville dont il rançonnera les Afrancesados (août 1812).
il est encore blessé devant Pampelune qu'il prendra en octobre 1813 avant d'être nommé l'année suivante gouverneur de Tarragone. Il se fait désormais appeler Carlos d'Espagne, ce que le roi avalise en lui donnant le titre de comte d'Espagne en 1819. Exilé aux Baléares pendant l'intermède libéral (1820-1823), il soutient la réaction qu'incarne la Régence d'Espagne à Urgell et représente son souverain à Paris, à Vienne ou au congrès de Vérone dans les négociations que celui-ci a entrepris avec la Sainte-Alliance. Il rentre en Espagne avec les armées françaises au cours de l'Expédition d'Espagne et, rappelé par le roi, devient capitaine général et Vice-roi de Navarre en 1823 et d'Aragon en 1824-1825 où il réprime les menées anti-libérales du général Bessière. Ferdinand VII l'en récompensera en lui accordant en 1826 la grandesse d'Espagne et en le faisant capitaine général de Catalogne (1827-1832). Le comte s'y illustre par la férocité avec laquelle il réprimera en 1827 la révolte des mécontents (agravidos) tentés par le Carlisme.
Après la mort de Ferdinand VII en 1833, au nom de la Loi salique, il préfère se mettre alors au service du frère du défunt, Charles de Bourbon (Don Carlos), mais restera en Catalogne. Au cours de la première guerre Carliste entre les loyalistes et les Catalans révoltés que regroupera la junte de Berga (1837-1838), le comte va s'illustrer à nouveau par sa cruauté. Il dut s'enfuir et passer en France au cours de cette guerre. Reconnu, il fut arrêté près de la frontière et interné à Lille en 1835 d'où il s'échappa en 1838 pour rejoindre en Aragon les carlistes de Ramón Cabrera. 
En Catalogne, ses exactions (incendie de Ripoll et des localités de la Berguedà), la rancune des carlistes que le comte avait auparavant persécuté, le fanatisme des plus extrémistes entraînèrent son exclusion de la junte d'Avia (près de Berga), puis son exécution, après sa capture, le 2 février 1839 non loin du pont d'Espias (environ d'Organyà). Son corps fut jeté dans le Sègre puis enterré à proximité.
Le comte d'Espagne eut donc une existence mouvementée qui se perpétua après sa mort car sa tombe fut profanée en 1840 et son crâne exhibé comme étant celui du "Tigre de Catalogne".